# Vojvođanska banka
Vojvođanska banka ad Novi Sad, geralmente apenas o Vojvođanska banka é um banco com sede em Novi Sad, Sérvia. É um banco universal, com funções de banco comercial e de investimento. Desde dezembro de 2017, é membro do OTP Bank Group, com sede na Hungria.

## História
A primeira filial do Vojvodjanska banka foi fundada em 1868, em Sombor, como uma cooperativa de crédito. Mais tarde, em 1962, o Vojvodjanska banka foi renomeado como Privredna banka. Em 1973, o Privredna banka tornou-se Vojvođanska banka, a maior instituição bancária da província de Vojvodina e uma das maiores do país. Tinha 16 filiais.
No final da década de 1970, o Banco abriu três escritórios de representação independentes em Nova Iorque, Londres e Frankfurt; e escritórios de representação conjuntos estabelecidos em Moscou, Pequim e Teerã.
Na década de 1980, o Vojvođanska Bank tornou-se membro do Consórcio Bancário Jugoslavo para a realização do primeiro empréstimo concedido pela IFC para o desenvolvimento de pequenas empresas; e o Banco Associado realizaram 70% do total de operações de câmbio da economia da Voivodina. Em 1989, o Banco se dividiu em 9 sucessores iguais; sede e 8 filiais. Mais tarde, durante os anos 90, o Banco começou a abrir mais agências na Sérvia Central, Banja Luka (na República Srpska) e em Podgorica (Montenegro). A filial em Banja Luka tornou-se um banco independente com a maior participação acionária na propriedade privada. Vojvodjanska banka foi co-fundador e acionista da VB Banja Luka.
Em 1995, o Vojvodjanska banka dd tornou-se Vojvodjanska banka ad (sociedade anônima). A República da Sérvia possuía 99,42% das ações.

### 2006-2017
Em setembro de 2006, National Bank of Greece comprou 99,44% do capital da Vojvođanska banka para €385 milhões. No mercado bancário de varejo sérvio, é o primeiro em economia de dinares sérvios, o terceiro em economia de moeda estrangeira e o primeiro de acordo com o número de cartões VISA emitidos - mais de 430.000.

### 2017-2019
Em dezembro de 2017, a OTP banka Srbija comprou 100% das ações da Vojvođanska banka ao Banco Nacional da Grécia. Em maio de 2019, o processo de integração do OTP banka Srbija e Vojvođanska banka foi finalizado, e o OTP Bank, como proprietário majoritário, decidiu operar com o nome "Vojvođanska banka" no mercado sérvio, mudando formalmente o nome "OTP banka Srbija".

## Ramos
Em 2017, o banco possuía um total de 104 agências em 80 cidades na Sérvia.[carece de fontes?]

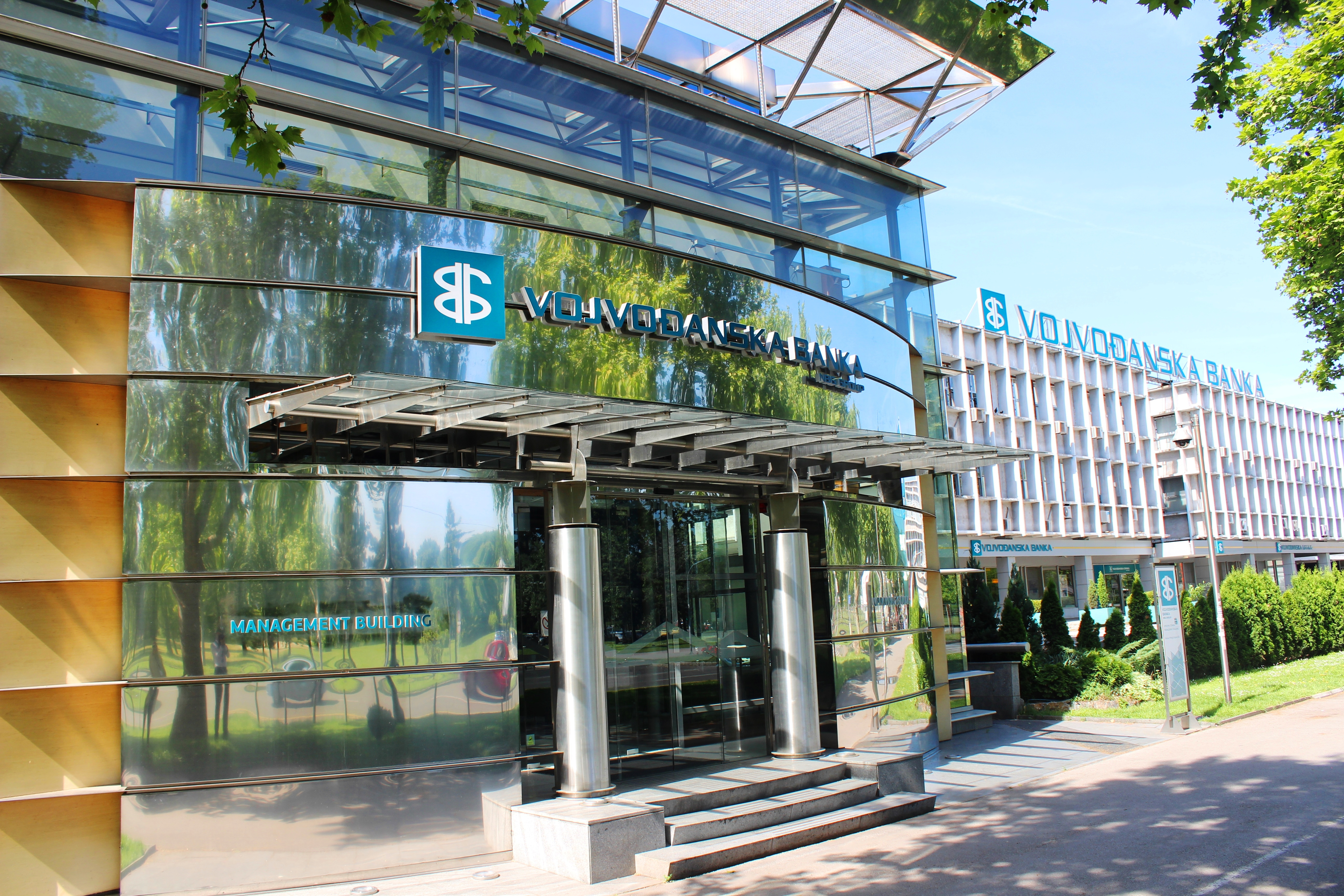
Antigo edifício da administração em Nova Belgrado
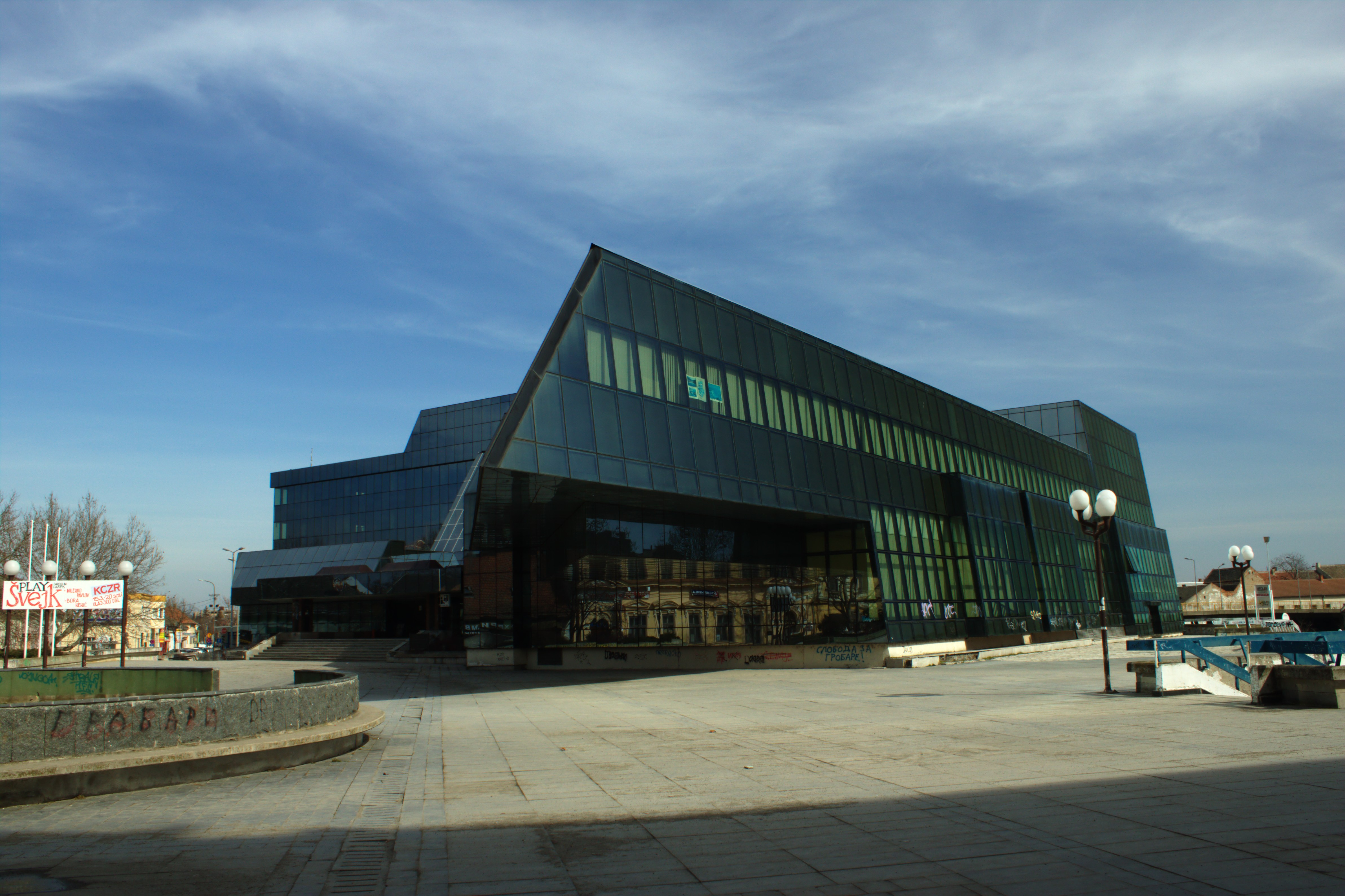
Antiga filial em Zrenjanin
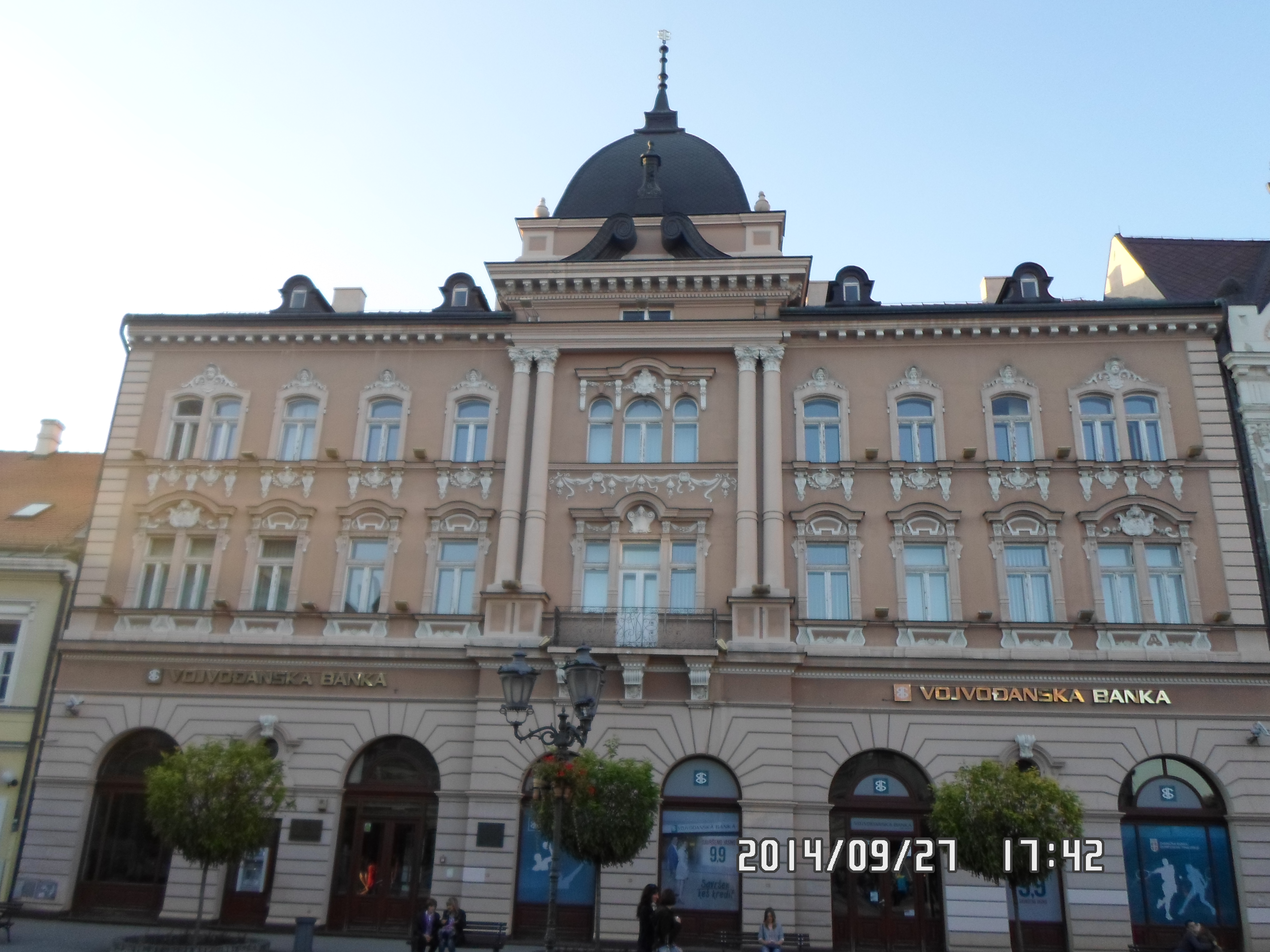
Antiga agência em Novi Sad
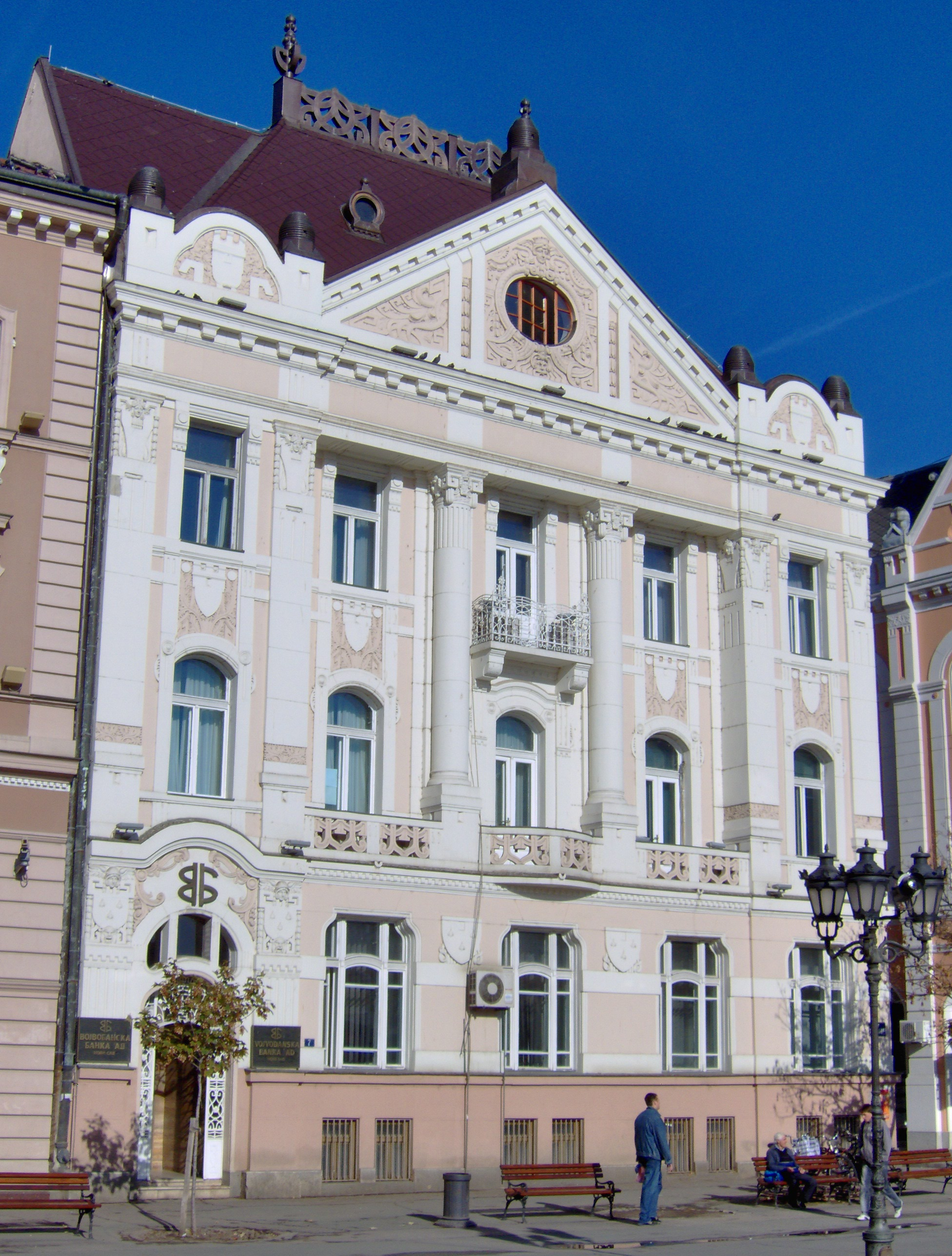
Antiga agência em Novi Sad

## Logotipos
O primeiro logotipo do Vojvođanska banka foi projetado em 1962. Ele continha as duas letras latinas maiúsculas V e B como a forma geométrica, onde a letra V era modelada como paralelogramo e a letra B era modelada como duas metades do círculo. Este logotipo do Banco estava em uso até 1973. A partir de 1973, o logotipo banka Vojvođanska continha as duas letras latinas minúsculas V e b, onde a letra v era menor do que a letra b e a primeira letra foi colocada por cima da segunda letra. Este logotipo do Banco estava em uso até 1992, quando foi substituída logotipo semelhante ao dólar americano sinal que contém os dois maiúsculas cirílico letras Â e Б, onde a letra В é invertida e toca a letra Б.